# Aguilón
Aguilón es una localidad y municipio español de la provincia de Zaragoza, en Aragón, concretamente del Campo de Cariñena. Cuenta con una población de 273 habitantes (INE 2024).

## Geografía
Con una superficie de 59,45 km², se encuentra a una distancia de 55 km de la ciudad de Zaragoza, estando situado a una altitud de 683 metros sobre el nivel del mar.
Aguilón se sitúa al suroeste de la ciudad de Zaragoza a poco más de cincuenta kilómetros de la misma, por la carretera N-330 o la autovía Mudéjar, con desvío en Muel hacia la carretera provincial A-1101, y a 24 km al sudeste de Cariñena, partiendo por la carretera autonómica A-220 y la citada provincial en Villanueva de Huerva hasta la localidad. El municipio forma parte de la comarca del Campo de Cariñena.

## Historia
El marco cronológico estudiado nos lleva a suponer que el actual término de Aguilón y sus alrededores estuvo poblado desde el Paleolítico (42.000 años, aprox.). Existe un yacimiento arqueológico en las cuevas del Cerro del Pezón, datado por Carlos Mazo y Marta Alcolea entre otros, donde los trabajos realizados han ofrecido numerosas evidencias de ocupación humana: herramientas líticas, restos de talla, huesos de animales consumidos, así como intensos vestigios de combustiones intencionales, propios de los últimos Neandertales de la Cordillera Ibérica. 
También existen yacimientos de la Edad del Bronce, aproximadamente 1500-1250 años a. C., Uno de estos yacimientos es la Peña Foradada dado a conocer por Francisco Burillo Mozota en 1975, en su Tesis de Licenciatura (Arqueología de la Huerva) y datándolo entre el Bronce Medio y la I Edad del Hierro.
Tras la conquista romana se forman las primeras villas o fundus, que es donde se deben buscar los orígenes de Aguilón, probablemente en la época bajoimperial , que es cuando se extiende el sistema latifundista, propiedad de una familia o individuo de nomen Aquilo o Aquilonis. 
En 1127, pocos años después de la conquista de Zaragoza (1118) y Daroca (1120), las tierras de la Comunidad de Daroca fueron incluidas en la Diócesis de Zaragoza, tras un breve periodo de siete años (1120 - 1127) en el que pertenecieron al Obispado de Sigüenza. Posteriormente, sus aldeas serían repartidas entre los Arciprestazgos de Daroca, Belchite, y Zaragoza. Aguilón aparece vinculado al arciprestazgo de Belchite, Diócesis de Zaragoza, desde 1280.
El 1 de diciembre de 1186 en Zaragoza, Guillermo de Belmes arcediano de Cabañas, (que más tarde sería La Almunia de Doña Godina), y que fuera unos años antes prior de Aragón y Navarra de la Orden Hospitalaria de San Juan de Jerusalén y Armengol de Aspa, prior del Hospital de Saint Gilles y que al año siguiente sería maestre de la Orden del Hospital, de acuerdo con García de Lisa Castellán de Amposta, acuerdan que las iglesias de La Almunia de Cabañas y Salillas, y la heredad de Aguilón las posea el segundo, y el primero perciba la mitad de los diezmos. Cartulario Magno de la Orden de San Juan de Jerusalén, tomo III, págs. 539-40.
Tras la definitiva derrota de la Unión, formada por los nobles que apoyaban al Infante Fernando de Aragón, contra el rey de Aragón Pedro IV, en la batalla de Epila en 1348, en reunión parlamentaria de las cortes, fueron confiscados los lugares y castillos de Ayles, Botorrita, Tosos y Aguilón, que eran de Don Ramón de Anglesola, y manda el rey proveer de las rentas de ellos a Doña Elvira López de Eslava, su mujer, para su sustentación. Anales de la Corona de Aragón, Jerónimo Zurita, Libro VIII. XXX.
Después paso a poder de la familia Fernández de Heredia: Blasco Fernández de Heredia ejerció el señorío de Botorrita y Aguilón, se le nombró Justicia en 1360. Blasco Fernández de Heredia y Ruiz, sucedió a su padre y fue Señor de Aguilón y Justicia Mayor de Aragón en 1395. En 1388 se adjudicaron a este las villas de Fuendetodos, Acañiciello, Ayles, Xaulín, María y Mediana. Juan Fernández de Heredia y Larraz, Juan Fernández de Heredia y Palomar, Juan Fernández de Heredia y Villalpando, fueron señores de Botorrita, Aguilón y Tosos. Perteneció a esta familia hasta que en 1576 Don Joan Pérez de Almazán y Catalina Fernández de Heredia lo venden a Felipe II, y esté a su vez, lo cede a la Comunidad de Aldeas de Daroca, quedando incluido dentro de la Sesma de Tras-sierra. Antonio Almagro Gorbea, El castillo de Mora de Rubielos. Solar de los Fernández de Heredia; Diarte Lorente, La Comunidad de Daroca: plenitud y crisis.
En el año 1921, el 20 de septiembre, se produce uno de los acontecimientos más graves acaecidos en Aguilón a lo largo de la historia, la Riada de Aguilón. El trágico incidente se salda con 17 personas muertas, cuarenta casas hundidas, más de doscientas personas sin albergue y numerosos heridos.
Con fecha de 8 de junio de 1996 se solicita a la Institución Fernando El Católico la realización de un estudio para la elaboración del escudo y la bandera de Aguilón y que se termina con fecha 29 de diciembre de 1996, siendo publicado en el Boletín Oficial de Aragón el 11 de agosto de 1997.

## Demografía
Aguilón cuenta con una población de 273 habitantes (INE 2024).
| Gráfica de evolución demográfica de Aguilón entre 1842 y 2021                                                       |
| |
| Población de derecho según los censos de población del INE Población de hecho según los censos de población del INE |

| 1488      | 1495      | 1510      | 1543      | 1604      | 1646       |
| --------- | --------- | --------- | --------- | --------- | ---------- |
| 56 fuegos | 84 fuegos | 85 fuegos | 84 fuegos | 84 fuegos | 113 fuegos |

| 1713        | 1717       | 1722       | 1787       | 1797        |
| ----------- | ---------- | ---------- | ---------- | ----------- |
| 113 vecinos | 80 vecinos | 80 vecinos | 81 vecinos | 263 vecinos |

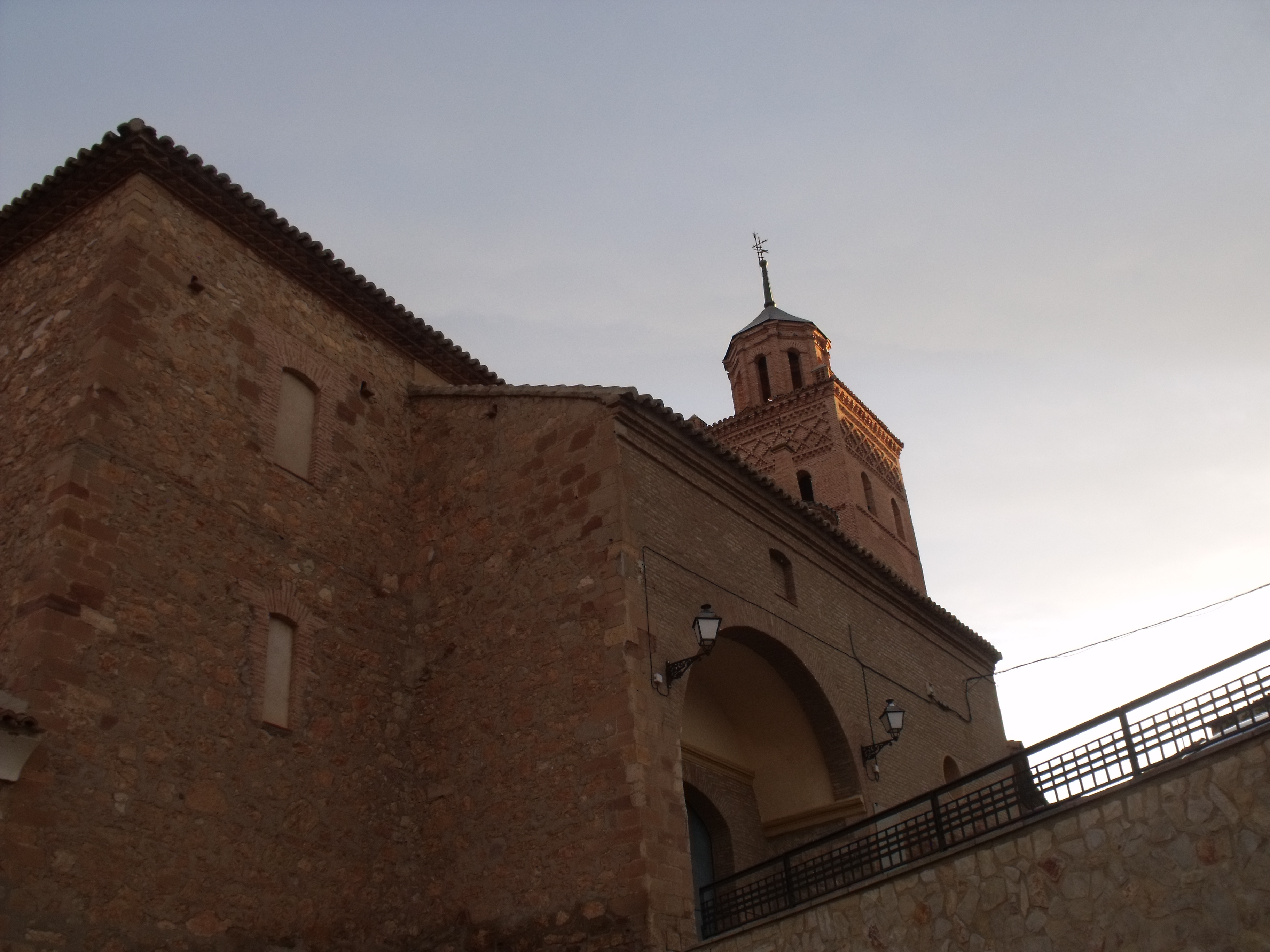
Iglesia de Nuestra Señora del Rosario

En 1996 tenía una población de derecho de 263 habitantes. En los años 50 y 60 llegó a tener poblaciones que superaban los mil habitantes, pero el posterior e intenso éxodo rural que vivió España llevó a la mayoría de sus pobladores a trasladarse a Zaragoza.

## Administración y política

### Gobierno municipal

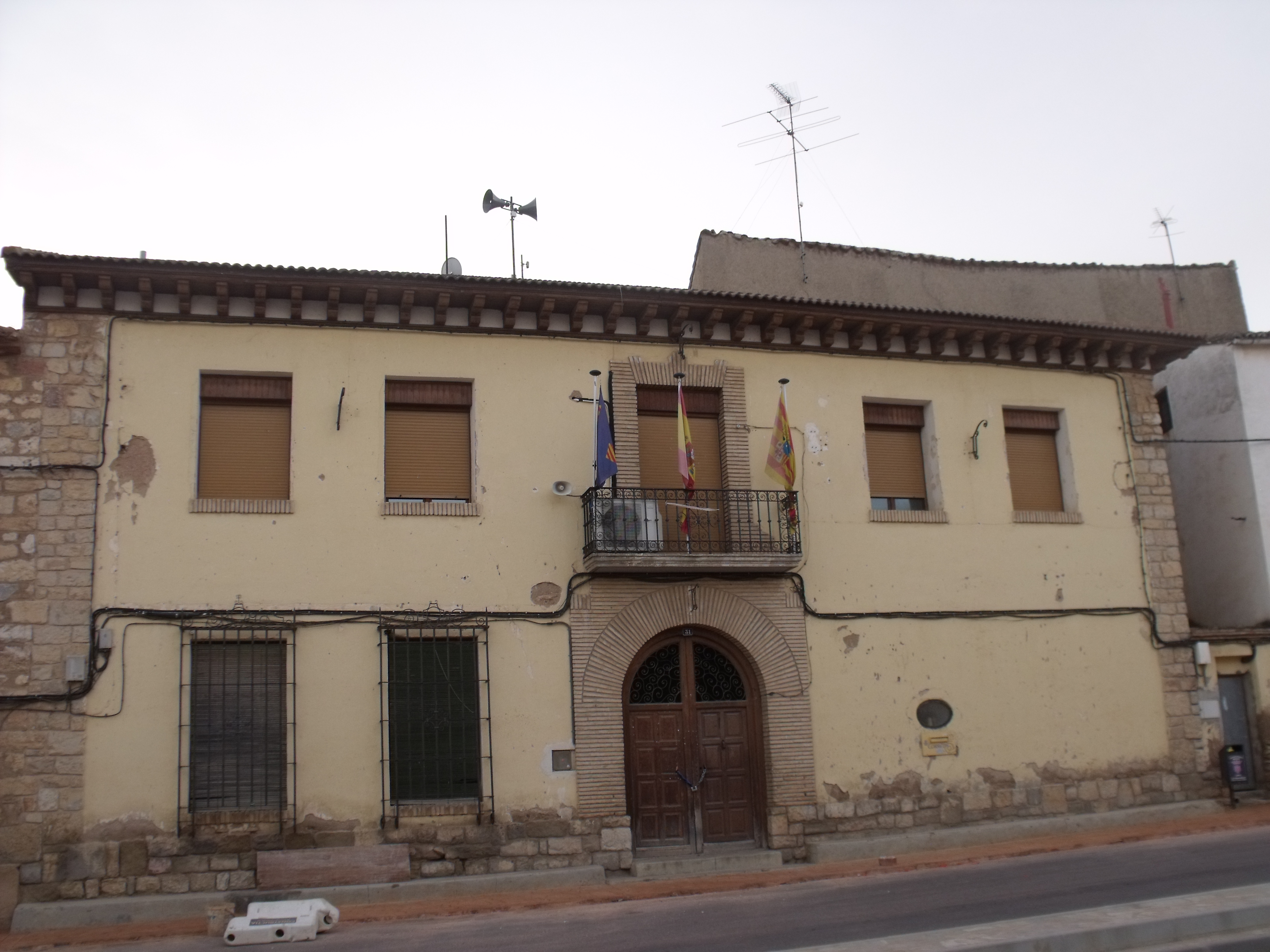
Casa de la Villa

| Período   | Alcalde                 | Partido       |  |
| --------- | ----------------------- | ------------- |  |
| 1979-1983 | José María Oliván López | UCD           |  |
| 1983-1987 |                         | PAR           |  |
| 1987-1991 |                         | PAR           |  |
| 1991-1995 |                         | PSOE          |  |
| 1995-1999 | Andrés Herrando Oliván  | PP            |  |
| 1999-2003 | Andrés Herrando Oliván  | PP            |  |
| 2003-2007 | Andrés Herrando Oliván  | PP            |  |
| 2007-2011 | Andrés Herrando Oliván  | PP            |  |
| 2011-2015 | Andrés Herrando Oliván  | PP            |  |
| 2015-2019 | Andrés Herrando Oliván  | PP            |  |
| 2019-2023 | David Dionís Oliván     | PP            |  |
| 2023-     | David Dionís Oliván     | Aragón Existe |  |

| Partido político    | Partido político                                   | 2003   | 2007   | 2011   | 2015   | 2019   | 2023   |
| Partido político    | Partido político                                   | Ediles | Ediles | Ediles | Ediles | Ediles | Ediles |
|                     | Teruel Existe (TE)                                 | —      | —      | —      | —      | —      | 4      |
|                     | Partido Popular de Aragón (PP)                     | 4      | 4      | 4      | 4      | 4      | 1      |
|                     | Partido de los Socialistas de Aragón (PSOE-Aragón) | —      | —      | —      | 3      | 1      | —      |
|                     | Partido Aragonés (PAR)                             | 3      | 3      | 1      | —      | —      | —      |
|                     | Chunta Aragonesista (CHA)                          | —      | —      | 0      | —      | 0      | —      |
| Total de concejales | Total de concejales                                | 7      | 7      | 5      | 7      | 5      | 5      |

### Organización territorial
- Aldea hasta 1711
- Villa desde 1785
- Aldea de la Comunidad de Aldeas de Daroca
- Sesma de Tras-sierra (1256)
- Sobrecullida de Zaragoza (1488-1495)
- Vereda de Zaragoza (1646)

En el año 1707 se crean los Corregimientos con el Decreto de Nueva Planta de Felipe V. Esta villa perteneció al Corregimiento de Zaragoza de 1711 a 1833, a partir de este año se crean los ayuntamientos: 1834 pertenece al Partido Judicial de Belchite, 1911 al de Cariñena y en 1956 al de Daroca.

## Fiestas
- Lunes de Resurrección: Fiestas en honor de San Cristóbal.
- 11 al 15 de agosto: Fiestas Patronales en honor a San Pedro de Arbués y Santa Cristina.
- 15 de mayo: San Isidro Labrador.